# Dmitri Nikolaïevitch Talantov
 (juin 2025).
La mise en forme du texte ne suit pas les recommandations de Wikipédia : il faut le « wikifier ».
Les points d'amélioration suivants sont les cas les plus fréquents. Le détail des points à revoir est peut-être précisé sur la page de discussion.
- Les titres sont pré-formatés par le logiciel. Ils ne sont ni en capitales, ni en gras.
- Le texte ne doit pas être écrit en capitales (les noms de famille non plus), ni en gras, ni en italique, ni en « petit »…
- Le gras n'est utilisé que pour surligner le titre de l'article dans l'introduction, une seule fois.
- L'italique est rarement utilisé : mots en langue étrangère, titres d'œuvres, noms de bateaux, etc.
- Les citations ne sont pas en italique mais en corps de texte normal. Elles sont entourées par des guillemets français : « et ».
- Les listes à puces sont à éviter, des paragraphes rédigés étant largement préférés. Les tableaux sont à réserver à la présentation de données structurées (résultats, etc.).
- Les appels de note de bas de page (petits chiffres en exposant, introduits par l'outil «  Source ») sont à placer entre la fin de phrase et le point final[comme ça].
- Les liens internes (vers d'autres articles de Wikipédia) sont à choisir avec parcimonie. Créez des liens vers des articles approfondissant le sujet. Les termes génériques sans rapport avec le sujet sont à éviter, ainsi que les répétitions de liens vers un même terme.
- Les liens externes sont à placer uniquement dans une section « Liens externes », à la fin de l'article. Ces liens sont à choisir avec parcimonie suivant les règles définies. Si un lien sert de source à l'article, son insertion dans le texte est à faire par les notes de bas de page.
- La présentation des références doit suivre les conventions bibliographiques. Il est recommandé d'utiliser les modèles {{Ouvrage}}, {{Chapitre}}, {{Article}}, {{Lien web}} et/ou {{Bibliographie}}. Le mode d'édition visuel peut mettre en forme automatiquement les références.
- Insérer une infobox (cadre d'informations à droite) n'est pas obligatoire pour parachever la mise en page.

Pour une aide détaillée, merci de consulter Aide:Wikification.
Si vous pensez que ces points ont été résolus, vous pouvez retirer ce bandeau et améliorer la mise en forme d'un autre article.
 (août 2025).
Dmitri Nikolaïevitch Talantov (russe : Дмитрий Николаевич Талантов, translittération scientifique Dmitrij Nikolaevič Talantov ; né le 29 décembre 1960) est un avocat russe, spécialiste en droit pénal et en droit de procédure pénale, avocat et ancien. Il est président du barreau de la république d'Oudmourtie, dans la fédération de Russie. Il est le premier avocat russe à être condamné en vertu de l'article 207.3 du Code pénal de la fédération de Russie (diffusion d'informations sciemment fausses sur les actions de l'armée russe). Il a été accusé d'avoir publié sur Facebook un message concernant les actions de l'armée russe dans les villes ukrainiennes de Kharkiv, Marioupol, Irpin et Bucha. Talantov a été condamné à sept ans de prison. Le procès pénal contre Dmitry Talantov a largement été couvert par les médias,,,,,. Le Centre des droits de l’homme Memorial a reconnu Talantov comme prisonnier politique. Amnesty International l'a reconnu comme un « prisonnier d'opinion ».

## Biographie
Dmitri Talantov est né en 1960 et est diplômé d'un collège technique de mathématiques, puis de l'université d'Oudmourtie où il a obtenu son diplôme en droit. Il a commencé sa carrière comme avocat dans les années 1980, a travaillé comme juge à la fin de cette décennie, puis est revenu à la profession juridique. Depuis 2002, il est président du barreau de la république d'Oudmourtie. En août 2021, Talantov est devenu l'avocat du journaliste Ivan Safronov, accusé de trahison, après que son avocat précédent, le défenseur des droits humains et avocat Ivan Pavlov, a été victime de persécutions et a été menacé d'être radié du barreau en raison de ses activités de défense des droits humains.
Talantov est marié et vit à Ijevsk, en république d'Oudmourtie, avec son épouse Olga, avocate.

## Article 207.3 du Code pénal de la fédération de Russie
La responsabilité pénale pour les soi-disant falsifications concernant l'armée russe a été introduite dans le contexte de l'invasion armée de l'Ukraine par la Russie en 2022.

## Accusations contre Dmitri Talantov
Les poursuites ont commencé après la publication par le blogueur Roman Skomorokhov, le 12 avril, sur le site Voennoe Obozrenie, de captures d'écran des publications Facebook de Talantov. Il a alors annoncé qu'il exigerait que Talantov soit puni par le procureur général et le département du FSB d'Oudmourtie. Auparavant, Talantov avait été accusé d'une infraction administrative pour avoir « discrédité » les forces armées russes dans un article dans lequel il avait écrit qu'il n'y avait pas de place pour les avocats pro-guerre au sein du barreau. La procédure a été engagée à la suite d'une plainte déposée par l'avocate Violetta Volkova. 

## Impact sur la profession juridique en Russie
Le juge Sergueï Khomyakov a justifié le mandat d'arrêt contre Talantov en déclarant qu'il était avocat et connaissait donc les subtilités du système d'application de la loi. Selon lui, en raison de son expérience d'avocat, Talantov était capable de poursuivre ses activités criminelles ou de se cacher. Cela a créé un précédent en Russie selon lequel la profession d'avocat constitue l'une des raisons supplémentaires pour lesquelles il faut choisir une mesure préventive telle que l'arrestation plutôt qu'une mesure non privative de liberté, la profession d'avocat impliquant une connaissance du système d'application de la loi. 

## Campagne de soutien à Dmitry Talantov
Mariana Katzarova, rapporteuse spéciale des Nations unies pour les droits de l’homme en fédération de Russie, a demandé l’acquittement de Talantov. Elle a souligné qu'il devrait être libéré immédiatement et que toutes les charges retenues contre lui devraient être abandonnées, car l'expression non violente de l'opinion ou de l'opposition à la guerre est protégée par les droits de l'homme garantis au niveau international. La criminalisation de tels actes en Russie, dont le seul but est de faire taire la dissidence, devrait donc être abolie sans délai. Des demandes similaires ont été formulées par le Parlement européen, l'Association internationale des avocats russes, le Groupe Helsinki russe, et Amnesty International. L'Association internationale du barreau (IBA) a également publié une déclaration appelant à la libération immédiate de Talantov. Les Pet Shop Boys ont également exigé sa libération.